# Chordodasiopsis antennatus
Chordodasiopsis antennatus is een buikharige uit de familie Xenodasyidae. Het dier komt uit het geslacht Chordodasiopsis. Chordodasiopsis antennatus werd in 1974 voor het eerst wetenschappelijk beschreven door Rieger, Ruppert, Rieger & Schoepfer-Sterrer. 